# Halalaimus relatus
Halalaimus relatus är en rundmaskart som beskrevs av Gerlach 1967. Halalaimus relatus ingår i släktet Halalaimus och familjen Oxystominidae. Inga underarter finns listade i Catalogue of Life.